# Дунавска купа
Дунавска купа е футболен турнир, идеята за който се появява на 29 май 1958 година.
Просъществува за около месец и половина, т.е. само един турнир. В него вземат участие 16 клубни отбора от Унгария, Чехословакия, Югославия (по четири), България и Румъния (по два). Нашата страна е представена от столичните Левски и Локомотив. На 1/8 финала Левски се среща с Войводина Нови Сад побеждава в София с 1:0, но губи тежко на реванша с 0:5 и отпада от борбата. Локомотив отстранява първо унгарския Татабаня с (4:1, 0:1), но на 1/4 финала отпада от Цървена звезда с (4:4, 0:1). На финала Цървена звезда побеждава Руда Хвезда Прага с 4:1 и 3:2 и става първият и единствен носител на купата.